# 11. říjen
11. říjen je 284. den roku podle gregoriánského kalendáře (285. v přestupném roce). Do konce roku zbývá 81 dní. Svátek má Andrej, v církevním kalendáři Germanikus.

## Události

### Česko
- 1414 – Mistr Jan Hus odjel na pozvání krále Zikmunda do Kostnice.
- 1424 – Na počátku tažení husitských vojsk na Moravu proti přívržencům Albrechta Habsburského zemřel u Přibyslavi hejtman Jan Žižka z Trocnova
- 1856 – Bedřich Smetana odjel do švédského Göteborgu, kde mu bylo nabídnuto místo dirigenta Filharmonické společnosti.
- 1868 – V Praze a v nejbližším okolí byl vyhlášen výjimečný stav, v jehož důsledku pozbyla platnosti některá občanská práva zaručená nedávno přijatou ústavou.
- 1883 – Zahájilo provoz ve Vladislavově ulici na Novém městě Městské ambulatorium pro bezplatné léčení. Roku 1884 se stalo poliklinikou České lékařské fakulty.
- 1984 – Jaroslav Seifert obdržel Nobelovu cenu za literaturu.
- 1989 – Československá vláda oznamuje své rozhodnutí zkrátit vojenskou službu na 18 měsíců.
- 2014 – Komunální volby dopadly příznivě pro vládní koalici ANO, ČSSD a lidovců.

### Svět
- 1138 – Při silném zemětřesení v syrském Aleppo zemřelo 230 000 lidí.
- 1172 – Mírová dohoda ukončila války Jin–Song mezi dynastií Jurchen Jin (1115–1234) a dynastií Han Chinese Sung (960–1279), které přerušovaně trvaly od 1125–1234.
- 1521 – Papež Lev X. udělil Jindřichovi VIII. papežskou bulou titul Fidei Defensor (Obránce víry) za jeho knihu Assertio septem Sacramentorum adversus Martinum Lutherum (Obrana sedmi svátosti proti Martinu Lutherovi), jíž reagoval na šíření luteránství.
- 1531 – Druhá válka o Kappel: Spojené síly katolických kantonů zaskočily a rozdrtily v bitvě u Kappelu vojska kantonu Curych dříve, než mohla být posílena svými protestantskými spojenci. V bitvě padl duchovní vůdce a velitel protestantů Ulrich Zwingli.
- 1573 – Námořní bitva v Jižních mořích - Holandští rebelové porazili španělskou flotu
- 1674 – Drama Pierre Corneille Surena má premiéru v Paříži
- 1899 – Začala búrská válka, válka v Jižní Africe mezi Velkou Británií a Búry ze svobodných států Oranžsko a Transvaal.
- 1954 – Viet Minh vedený Ho Či Minem převzal kontrolu nad severním Vietnamem a vytvořil zde komunistickou Demokratickou republiku Vietnam.
- 1962 – Začátek prvního zasedání Druhého vatikánského koncilu.
- 1968 – Program Apollo: Start lodě Apollo 7, první s lidskou posádkou v tomto programu.
- 1986 – Studená válka: Ronald Reagan a Michail Gorbačov se sešli v Reykjavíku na Islandu, aby jednali o omezení svých jaderných arzenálů v Evropě.

## Narození

### Česko

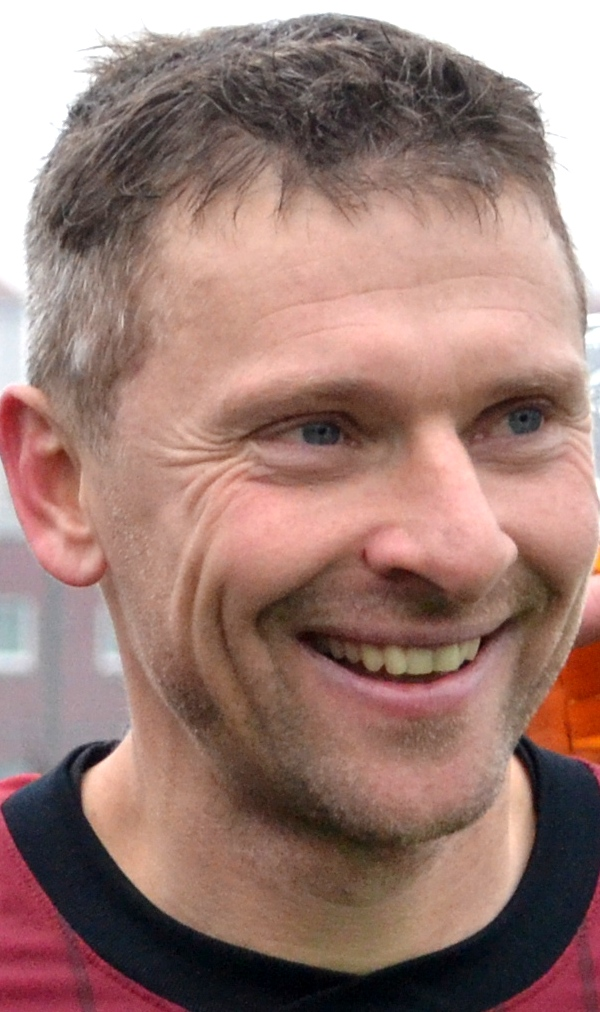
Martin Hašek (* 1969)

- 1818 – Josef Pečírka, český lékař, pedagog a spisovatel († 27. června 1870)
- 1830 – Emil Zillich, malíř a ilustrátor († 22. ledna 1896)
- 1834 – Emilián Skramlík, pražský podnikatel a komunální politik († 21. května 1903)
- 1856 – Leopold Sviták, český automobilový vynálezce († 10. prosince 1931)
- 1869 – Jaroslav Špillar, český malíř († 20. listopadu 1917)
- 1877 – Emil Králíček, český architekt († 1930)
- 1880 – Viktor Felber, profesor technické mechaniky a termomechaniky, rektor ČVUT († 1. června 1942)
- 1885 – Václav Vrbata, tragicky zemřelý lyžař († 24. března 1913)
- 1895 – František Kreuzmann starší, zpěvák a herec († 28. prosince 1960)
- 1896 – Ján Ursíny, československý politik, ministr, odbojář († 8. ledna 1972)
- 1897 – Fráňa Kučera, básník († 29. dubna 1929)
- 1901 – Emil Hlobil, hudební skladatel († 25. ledna 1987)
- 1902 – Oto Dub, zakladatel moderní hydrologie († 1. října 1979)
- 1914 – František Trpík, voják, příslušník výsadku Glucinium († 30. května 2000)
- 1921 – Otakar Votoček, historik umění († 13. února 1986)
- 1929
  - Josef Jíra, malíř, grafik a ilustrátor († 15. června 2005)
  - Luděk Hulan, jazzový kontrabasista († 22. února 1979)
- 1931 – Tomislav Volek, muzikolog
- 1935 – Vlastimil Baruš, biolog, parazitolog a politik († 6. září 2014)
- 1937 – Karel Tejkal, rozhlasový novinář a publicista
- 1938
  - Jiřina Pokorná, česká varhanice a hudební pedagožka († 19. září 2010)
  - Ivan M. Havel, vědecký pracovník, bratr prezidenta Václava Havla († 25. dubna 2021)
- 1939 – Stanislav Šárský, český herec († 20. června 2025)
- 1944 – Ivan Chrz, český rozhlasový režisér
- 1946 – Jiří Kochta, československý hokejový útočník
- 1951 – Miroslav Dvořák, československý hokejový obránce († 11. června 2008)
- 1957 – Vladimír Zatloukal, český kytarista
- 1959 – Miloš Fikejz, filmový knihovník, encyklopedista, publicista a fotograf
- 1969 – Martin Hašek, fotbalista
- 1977 – Jan Kučera (dirigent), skladatel a klavírista
- 1982 – Martin Kryštof, volejbalista

### Svět

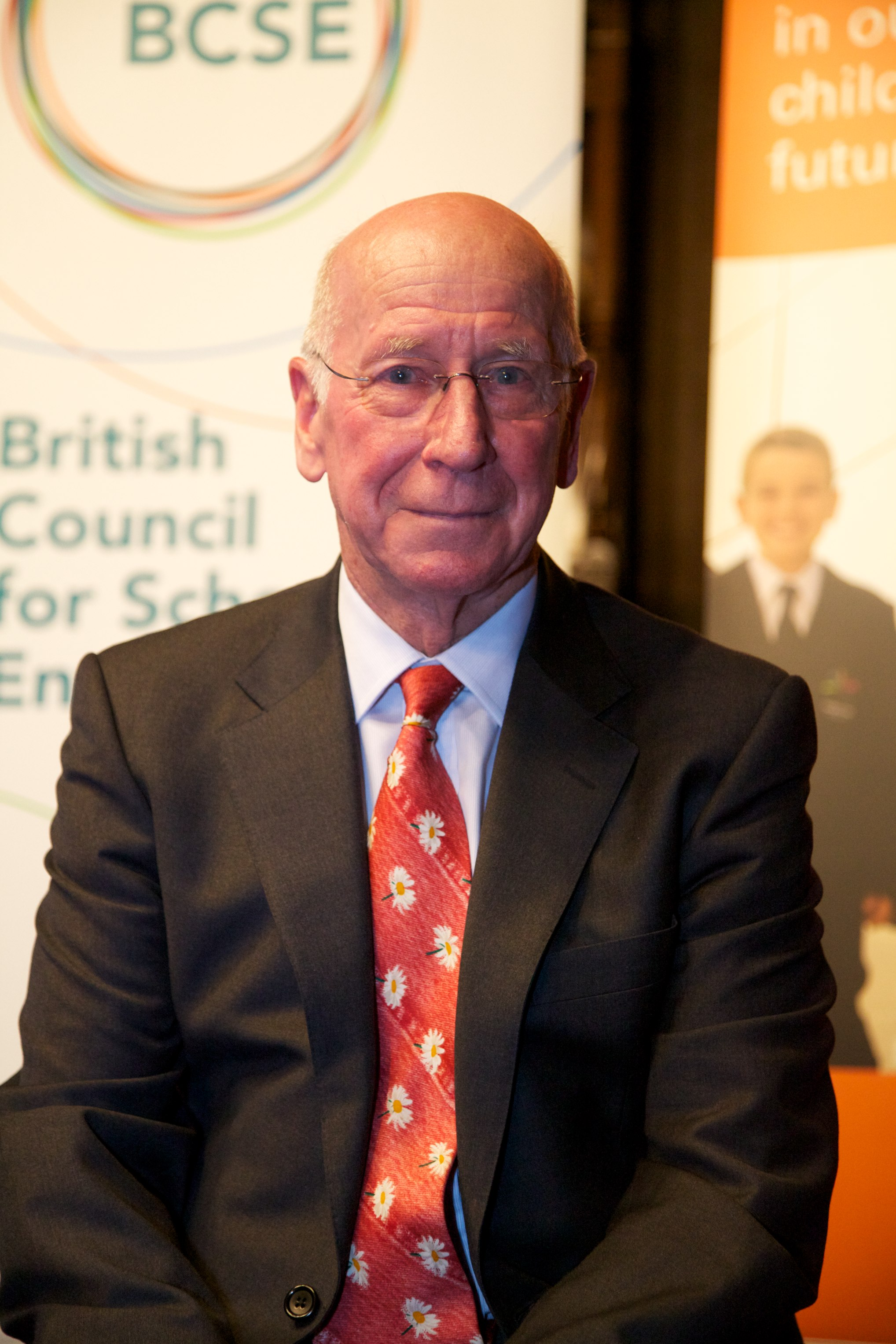
Bobby Charlton (* 1937)

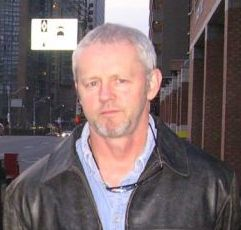
David Morse (* 1953)

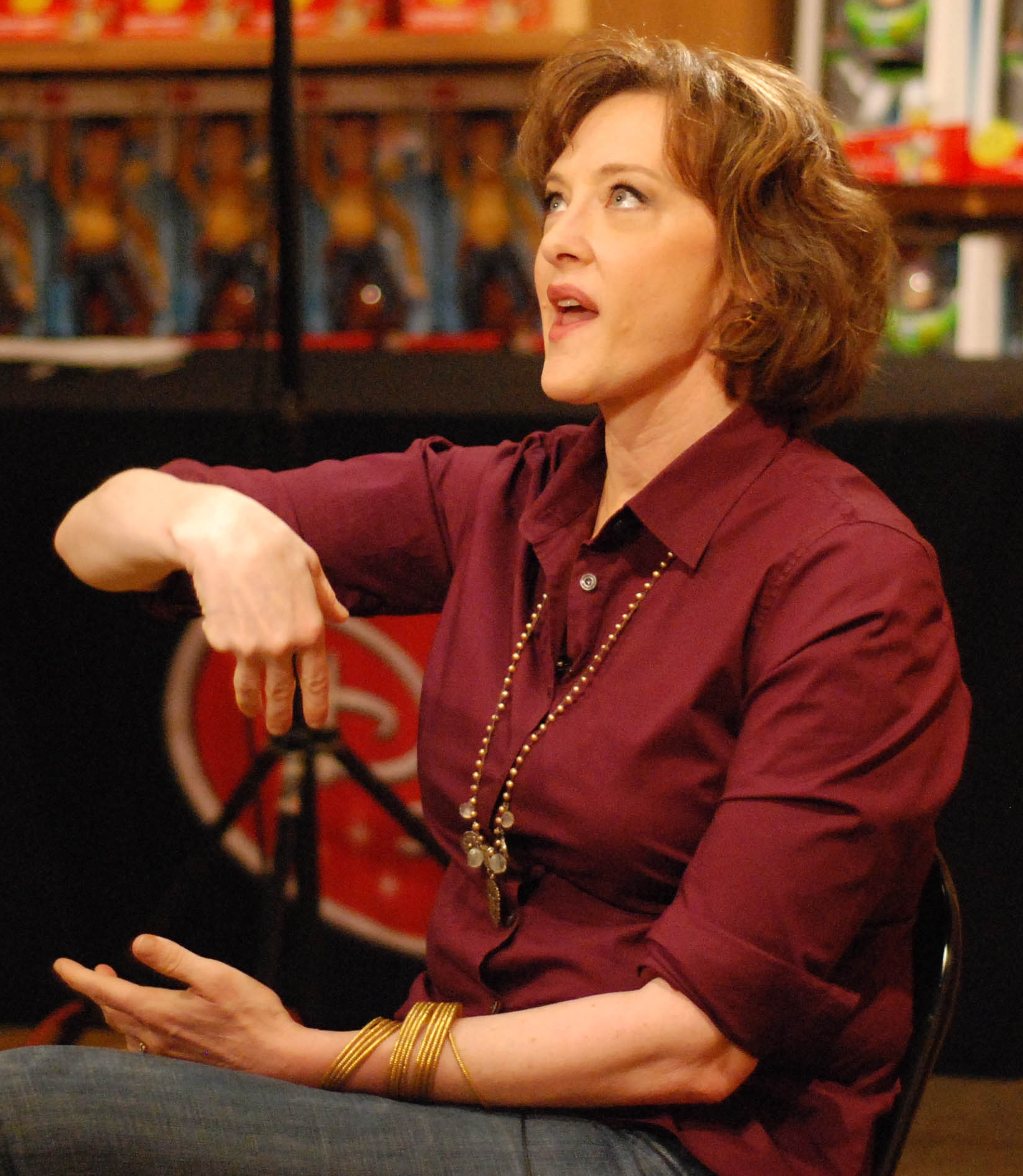
Joan Cusack (* 1962)

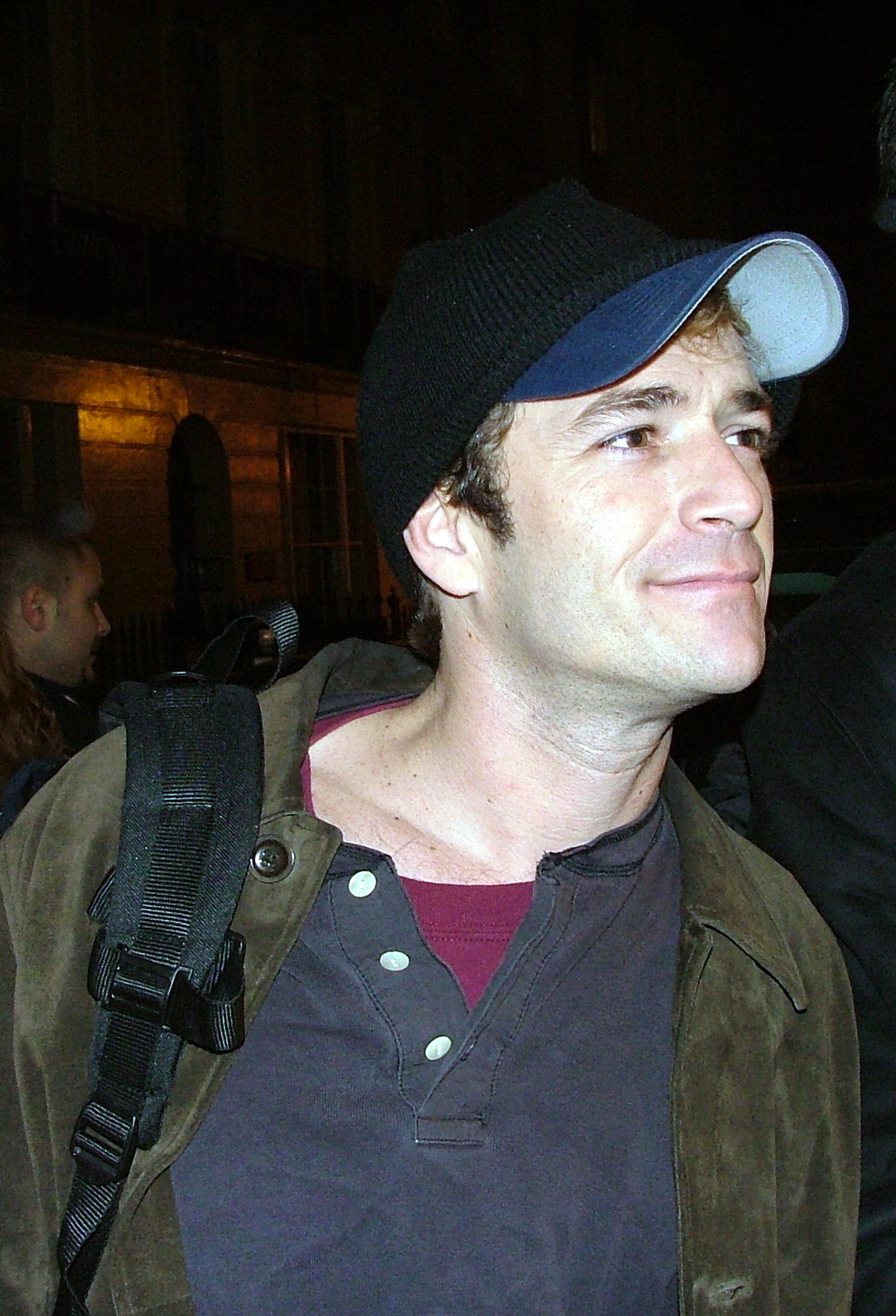
Luke Perry (* 1966)

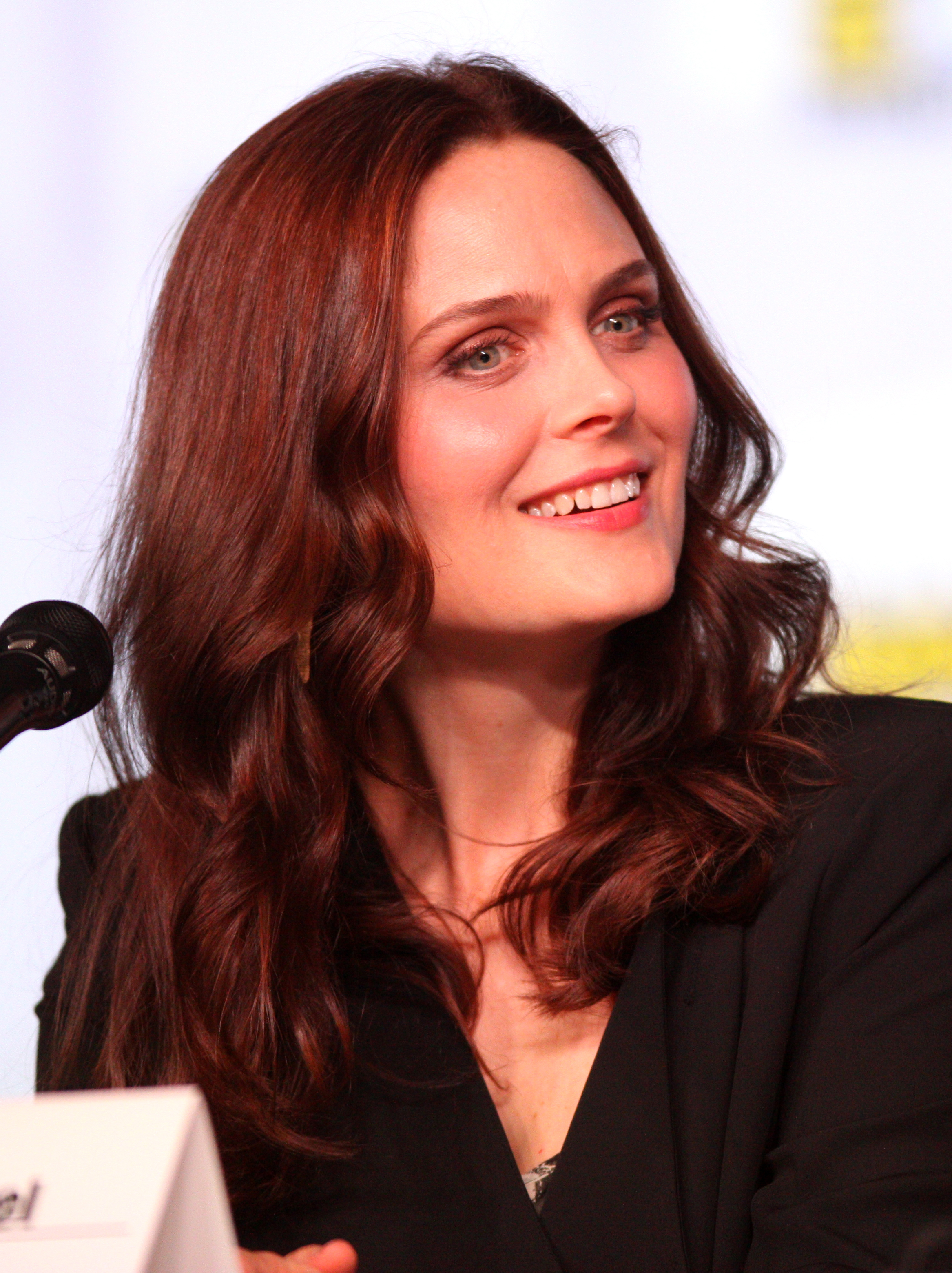
Emily Deschanelová (* 1976)

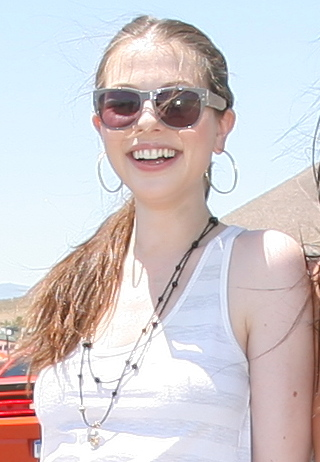
Michelle Trachtenberg (* 1985)

- 1585 – Johann Heermann, slezský básník a evangelický kazatel († 17. února 1647)
- 1671 – Frederik IV. Dánský, král dánský a norský († 12. října 1730)
- 1675 – Samuel Clarke, anglický teolog a filozof († 1729)
- 1738 – Arthur Phillip, britský admirál, guvernér Nového Jižního Walesu a zakladatel Sydney († 1814)
- 1753 – Frederik Dánský, dánský princ († 7. prosince 1805)
- 1758 – Heinrich Wilhelm Olbers, německý astronom († 1840)
- 1768 – Jean-Édouard Adam, francouzský chemik a fyzik († 1807)
- 1774
  - Peter Nobile, rakouský architekt, stavitel a pedagog († 7. listopadu 1854)
  - Maximilian Füger, rakouský profesor práv († 14. února 1831)
- 1782 – Steen Steensen Blicher, dánský kněz, básník a spisovatel († 26. března 1848)
- 1788 – Šimon Sechter, rakouský varhaník, dirigent a skladatel († 10. září 1867)
- 1796 – August Wilhelm Julius Ahlborn, německý malíř († 24. srpna 1857)
- 1804 – Napoleon Ludvík Bonaparte, syn holandského krále Ludvíka Bonaparta († 17. března 1831)
- 1806 – Alexandr Karađorđević, srbský kníže v letech 1842-1858 († 1885)
- 1817 – Marie Amélie Bádenská, vévodkyně z Hamiltonu a Brandonu († 17. října 1888)
- 1825 – Conrad Ferdinand Meyer, švýcarský spisovatel a básník († 28. listopadu 1898)
- 1861 – Eille Norwood, britský herec († 24. prosince 1948)
- 1868 – Ernst Kornemann, německý historik († 4. prosince 1946)
- 1872 – Harlan Fiske Stone, předseda Nejvyššího soudu USA († 22. dubna 1946)
- 1876 – Gertrud von Le Fort, německá pisatelka křesťanské literatury († 1. listopadu 1971)
- 1878 – Karl Hofer, německý expresionistický malíř († 3. dubna 1955)
- 1879 – Marie Luisa Hannoverská, hannoverská, britská a bádenská († 31. ledna 1948)
- 1881
  - Lewis Fry Richardson, anglický matematik a fyzik († 30. září 1953)
  - Hans Kelsen, rakouský právní teoretik († 1973)
- 1883 – Edouard Chatton, francouzský biolog († 23. dubna 1947)
- 1884
  - Friedrich Bergius, německý chemik († 1949)
  - Eleanor Rooseveltová, americká politička, aktivistka a první dáma († 1962)
- 1885 – François Mauriac, francouzský spisovatel, Nobelova cena za literaturu († 1. září 1970)
- 1889 – Imre Schlosser, maďarský fotbalový útočník († 19. července 1959)
- 1892 – Jiří Sasko-Meiningenský, hlava dynastie sasko-meiningenské († 6. ledna 1946)
- 1894 – Boris Andrejevič Pilňak, ruský spisovatel († 21. dubna 1938)
- 1902 – Alexander Mach, slovenský nacionalistický politik († 15. října 1980)
- 1905 – Viktor Kravčenko, sovětský inženýr a diplomat († 25. února 1966)
- 1909 – Ronald Richter, argentinský fyzik rakouského původu († 29. prosince 1991)
- 1911 – Juan Carlos Zabala, argentinský olympijský vítěz v maratonu v roce 1932 († 24. ledna 1983)
- 1913 – Joe Simon, americký komiksový spisovatel († 14. prosince 2011)
- 1914 – Reuben Fine, americký šachový velmistr († 26. března 1993)
- 1915 – T. Llew Jones, velšský spisovatel dětských knih († 9. ledna 2009)
- 1916 – Torsten Hägerstrand, švédský geograf († 4. května 2004)
- 1917 – Viktor Sergejevič Safronov, ruský astronom († 18. září 1999)
- 1918 – Jerome Robbins, americký tanečník, choreograf, režisér a divadelní producent († 9. července 1998)
- 1919 – Art Blakey, americký jazzový bubeník († 16. října 1990)
- 1920 – James Aloysius Hickey, arcibiskup Washingtonu, kardinál († 24. října 2004)
- 1921 – Jozef Haríň, voják a příslušník výsadku Embassy († 22. června 2007)
- 1924 – Mal Whitfield, americký běžec, trojnásobný olympijský vítěz († 18. listopadu 2015)
- 1927 – Josefína Šarlota Belgická, belgická princezna († 10. ledna 2005)
- 1932 – Dana Scott, americký informatik, matematik, logik a filosof
- 1934 – Luis Héctor Villalba, argentinský kardinál
- 1936
  - Charles Fullerton, americký vojenský letec a astronaut († 21. srpna 2013)
  - Billy Higgins, americký jazzový bubeník († 3. května 2001)
  - Alberto Vázquez-Figueroa, španělský spisovatel a novinář
- 1937 – Bobby Charlton, anglický fotbalista († 21. října 2023)
- 1939
  - Maria Buenová, brazilská tenistka († 8. června 2018)
  - Zenon Grocholewski, polský kardinál († 17. července 2020)
- 1941 – Lester Bowie, americký jazzový trumpetista († 8. listopadu 1999)
- 1942 – Volodymyr Javorivskyj, ukrajinský spisovatel a politik († 16. dubna 2021)
- 1943 – John Nettles, anglický herec, historik a spisovatel
- 1946 – Sawao Kató, japonský gymnasta, osminásobný olympijský vítěz
- 1947
  - Al Atkins, britský heavy metalový zpěvák
  - Lukas Papadimos, guvernér Centrální banky Řecka
- 1948 – Peter Turkson, ghanský kardinál
- 1950 – William R. Forstchen, americký spisovatel
- 1951 – Jean-Jacques Goldman, francouzský zpěvák, kytarista a hudební skladatel
- 1953 – David Morse, americký divadelní, filmový a televizní herec
- 1954 – Vojislav Šešelj, srbský politik
- 1955 – Hans-Peter Briegel, německý fotbalista
- 1957 – Paul Sereno, americký paleontolog
- 1962
  - Andrzej Błasik, velitel polských vzdušných sil († 10. dubna 2010)
  - Joan Cusacková, americká herečka
- 1966 – Luke Perry, americký herec († 4. března 2019)
- 1969 – Constantijn Nizozemský, třetí a nejmladší syn nizozemské královny Beatrix
- 1974 – Rachel Barton Pine, americká houslistka
- 1976 – Emily Deschanelová, americká herečka
- 1977 – Matt Bomer, americký herec
- 1983 – Ľubomíra Kurhajcová, slovenská tenistka
- 1985 – Michelle Trachtenberg, americká herečka († 26. února 2025)
- 1987 – Mads Østberg, norský jezdec rallye
- 1988 – Séamus Coleman, irský fotbalista
- 1990 – Sebastian Rode, německý fotbalista
- 1995 – Nicolás Jarry, chilský tenista
- 2001
  - Maja Chwalińská, polská tenistka
  - Alexis Lafrenière, kanadský hokejista

## Úmrtí

### Česko

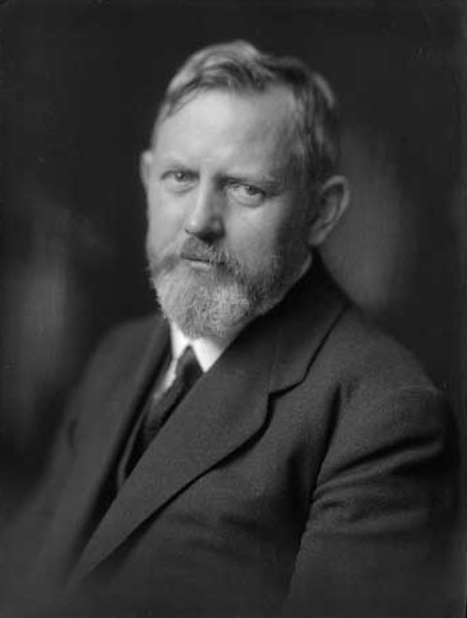
Emil Votoček († 1950)

- 1424 – Jan Žižka z Trocnova (* kolem 1360)
- 1619 – Matouš Děpolt Popel z Lobkovic, místodržící českého království (* 21. září 1564)
- 1666 – Adam Vilém Vratislav z Mitrovic, šlechtic a rytíř maltézského řádu (* ?)
- 1879 – Eberhard Jonák, český právník, ekonom a politik (* 12. dubna 1820)
- 1894
  - Bohuslav Hřímalý, český houslista a dirigent (* 18. dubna 1848)
  - Egbert Belcredi, moravský šlechtic (* 2. září 1816)
- 1896 – Bohuslav Chotek z Chotkova, český šlechtic a diplomat (* 4. července 1829)
- 1910 – Jan Slavík, český politik (* 13. září 1846)
- 1918 – Emanuel Zeis, poslanec Českého zemského sněmu, starosta Tábora (* 1. ledna 1847)
- 1939 – Hans Hartl, československý politik německé národnosti (* 17. května 1858)
- 1950 – Emil Votoček, český chemik (* 5. října 1872)
- 1957 – Josef Zasche, architekt německé národnosti (* 9. listopadu 1871)
- 1958 – Josef Ladislav Erben, cestovatel, prospektor a spisovatel (* 27. června 1888)
- 1966 – Albrecht Dubský z Třebomyslic, šlechtic, velkostatkář a politik (* 12. července 1882)
- 1969 – Josef Glogar, generální vikář arcidiecéze olomoucké (* 17. prosince 1891)
- 1975 – Emanuel Frynta, básník a překladatel (* 3. ledna 1923)
- 1994 – Rudolf Svoboda, sochař, restaurátor, medailér a pedagog (* 24. listopadu 1924)
- 1998 – Viliam Jakubčík, československý fotbalový reprezentant (* 5. října 1928)
- 2010 – Antonín Braný, fotograf a vysokoškolský pedagog (* 21. února 1954)
- 2011 – František Sokol, volejbalista, bronzový olympionik (* 5. února 1939)
- 2022 – Jaroslav Čejka, herec a tanečník (* 22. července 1936)

### Svět

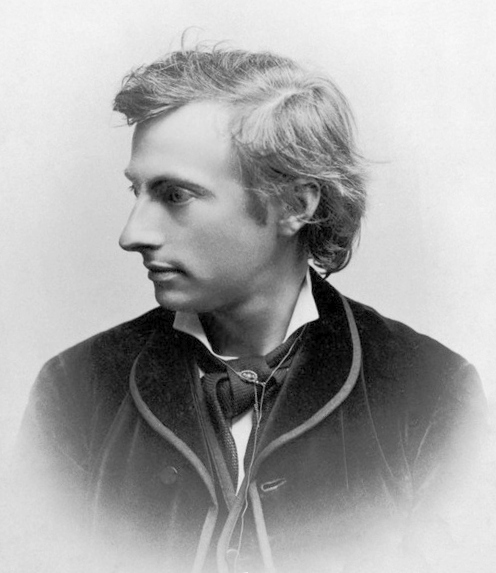
Karl Adolph Gjellerup († 1919)

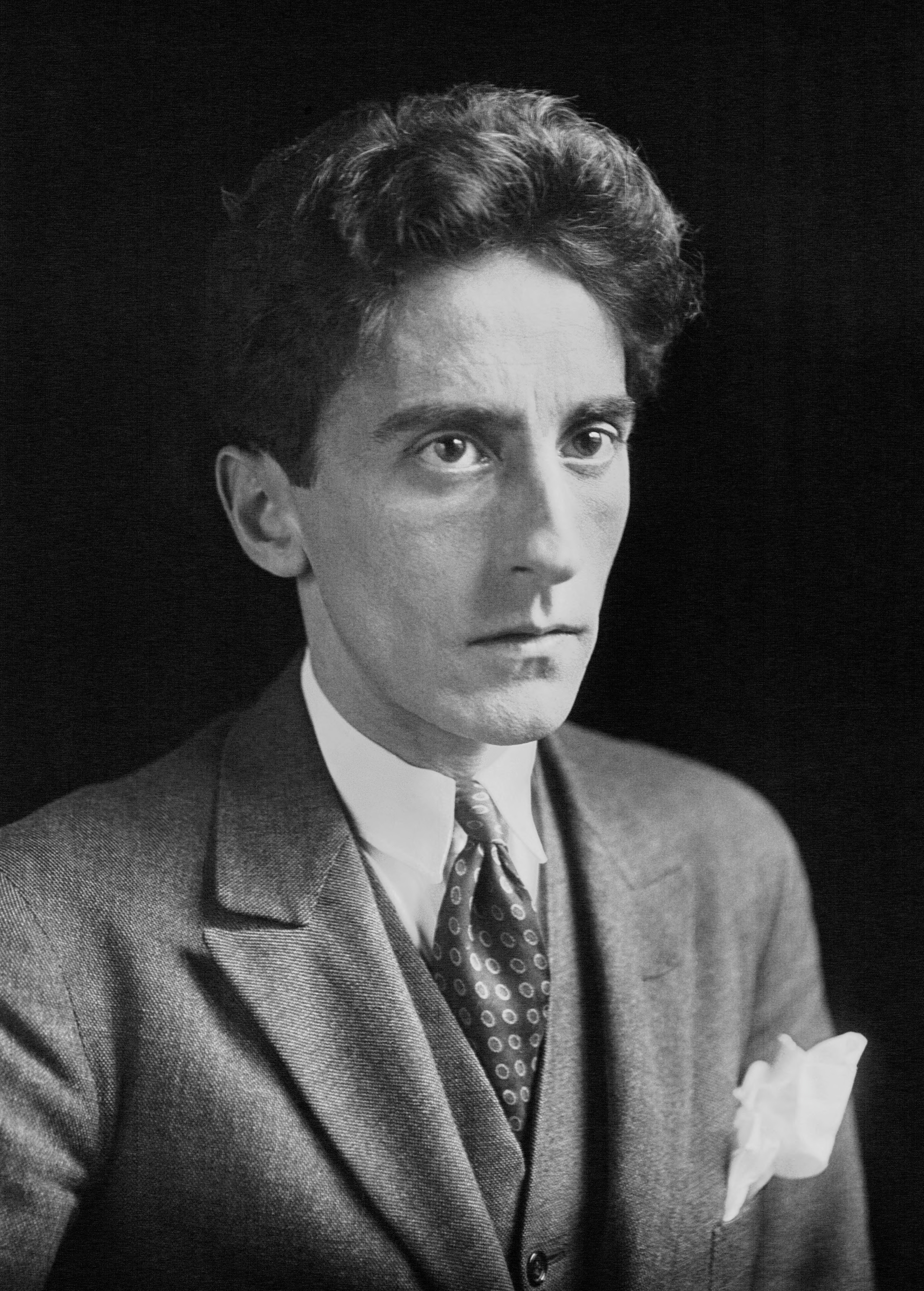
Jean Cocteau († 1963)

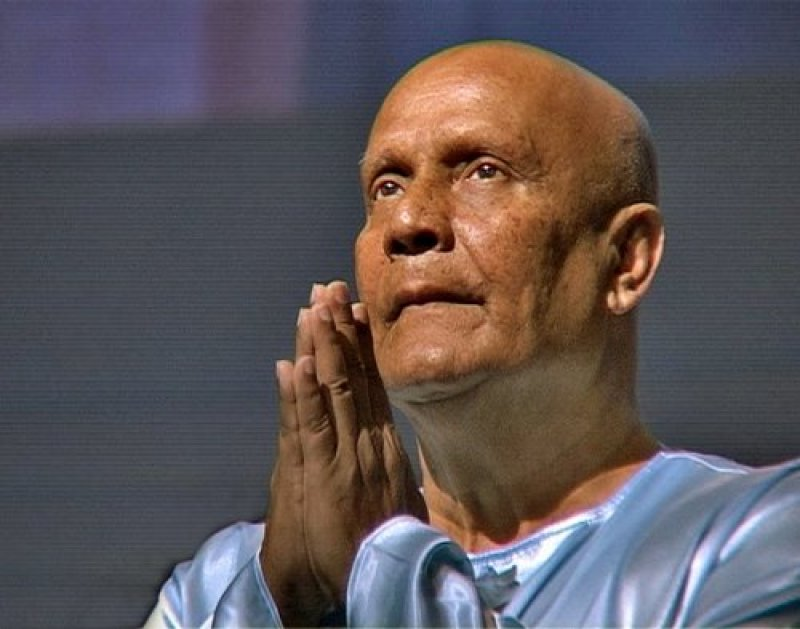
Sri Chinmoy († 2007)

- 1159 – Vilém z Boulogne, hrabě (* okolo 1137)
- 1188 – Robert I. z Dreux, francouzský princ, zakladatel dynastie Dreux, účastník druhé křížové výpravy (* 1124/1126)
- 1303 – Bonifác VIII., papež (* 1235)
- 1322 – Anežka Habsburská, saská vévodkyně (* asi 1257)
- 1347 – Ludvík IV. Bavor, římský král (* 1282/7)
- 1531 – Ulrich Zwingli, švýcarský humanistický teolog a první představitel švýcarské reformace (* 1. ledna 1484)
- 1579 – Mehmed Paša Sokolović, velkovezír Osmanské říše (* 1505)
- 1621 – Dirck Hartog, holandský mořeplavec (* 30. října 1580)
- 1670 – Louis Le Vau, francouzský architekt (* 1612)
- 1721 – Anton Florian z Lichtenštejna, lichtenštejnský kníže, nejvyšší hofmistr císaře Karla VI. (* 28. května 1656)
- 1770 – Šarlota Amálie Šlesvicko-Holštýnsko-Sonderbursko-Plönská, členka vedlejší větve dánské královské rodiny (* 23. dubna 1744)
- 1778 – Saliha Sultan, osmanská princezna a dcera sultána Ahmeda III. (* 20. dubna 1715)
- 1809 – Meriwether Lewis, americký cestovatel, voják, guvernér, vedoucí první výpravy až ke břehům Tichého oceánu (* 18. srpna 1774)
- 1834 – Jakub Frint, rakouský katolický biskup (* 4. prosince 1766)
- 1850 – Luisa Marie Francouzská, belgická královna manželka Leopolda I. Belgického (* 3. dubna 1812)
- 1871 – Eugen Kvaternik, chorvatský politik (* 31. října 1825)
- 1889 – James Prescott Joule, anglický fyzik (* 24. prosince 1818)
- 1896 – Anton Bruckner, rakouský hudební skladatel a varhaník (* 4. září 1824)
- 1910 – Heinrich Caro, německý chemik (* 13. února 1834)
- 1915
  - Jean-Henri Fabre, francouzský entomolog (* 22. prosince 1823)
  - Onofrio Abbate, italský lékař, přírodovědec a spisovatel (* 29. února 1824)
- 1916 – Ota I. Bavorský, bavorský král (* 27. dubna 1848)
- 1919 – Karl Adolph Gjellerup, dánský nositel Nobelovy ceny za literaturu (* 2. června 1857)
- 1926 – Hymie Weiss, americký gangster (* 25. ledna 1898)
- 1931 – Otto von Moser, německý vojenský historik (* 21. března 1860)
- 1940 – Vito Volterra, italský matematik a fyzik (* 3. května 1860)
- 1952 – Jack Conway, americký filmový režisér, producent a herec (* 17. července 1887)
- 1958
  - Johannes Robert Becher, německý básník a komunistický politik (* 22. května 1891)
  - Maurice de Vlaminck, francouzský malíř, sochař a spisovatel (* 4. dubna 1876)
- 1961 – Dagmar Dánská, dcera dánského krále Frederika VIII. (* 23. května 1890)
- 1962 – Erich von Tschermak, rakouský agronom a šlechtitel (* 15. listopadu 1871)
- 1963
  - Jean-Marie Bastien-Thiry, vůdce spiknutí proti francouzskému prezidentovi Charlesi de Gaullovi (* 19. října 1927)
  - Jean Cocteau, francouzský básník (* 5. července 1889)
- 1965 – Dorothea Langeová, americká dokumentární a novinářská fotografka (* 26. května 1895)
- 1967
  - Ivan Stěpanovič Isakov, admirál loďstva Sovětského svazu (* 22. srpna 1894)
  - Stanley Morison, britský typograf a novinář (* 6. května 1889)
- 1968 – Ibrahim Moustafa, egyptský zápasník, zlato na OH 1928 (* 20. dubna 1904)
- 1969
  - Enrique Ballestrero, uruguayský fotbalista (* 18. ledna 1905)
  - Kazimierz Sosnkowski, polský generál, ministr obrany (* 19. listopadu 1885)
- 1971 – Rudolf Wittkower, americký historik umění (* 22. června 1901)
- 1986 – Georges Dumézil, francouzský lingvista a religionista (* 4. března 1898)
- 1989 – Marion King Hubbert, americký geolog (* 5. října 1903)
- 1995 – Juraj Špitzer, slovenský literární historik a publicista (* 14. srpna 1919)
- 1996
  - Lars Ahlfors, finský matematik (* 18. dubna 1907)
  - William Vickrey, kanadský ekonom, Nobelova cena 1996 (* 21. června 1914)
- 2000 – Pietro Palazzini, italský kardinál, Spravedlivý mezi národy (* 19. května 1912)
- 2001 – Nada Mamulová, srbská interpretka lidových milostných písní (* 9. ledna 1927)
- 2003 – Tursinchan Abdrachmanovová, kazašská básnířka a literární teoretička (* 21. října 1921)
- 2007 – Sri Chinmoy, indický duchovní učitel, básník, autor a filozof (* 27. srpna 1931)
- 2008 – Jörg Haider, rakouský politik (* 26. ledna 1950)
- 2011 – Frank Kameny, americký aktivista (* 21. května 1925)
- 2013
  - María de Villota, španělská automobilová závodnice a skušební jazdkyně Formuly 1 (* 13. ledna 1980)
  - Erich Priebke, německý válečný zločinec (* 29. července 1913)
- 2019 – Alexej Leonov, vojenský letec a sovětský kosmonaut (* 30. května 1934)
- 2022 – Angela Lansburyová, britsko-americká herečka a zpěvačka (* 16. října 1925)

## Svátky

### Česko
- Andrej
- Bruna, Brunhilda, Bruno
- Selena
- Zenaida, Zinaida, Zina

Katolický kalendář
- Svatý German

### Svět
- Kanada: Thansgiving (je-li pondělí)
- Panama: Revoluční den
- Srí Lanka: Deepavali
- Samoa: Národní den
- USA: Columbus Day (je-li pondělí)
- Portoriko, Panenské ostrovy: Den přátelství
- Havaj: Den objevení
- USA: General Pulaski Memorial Day
- Mezinárodní den dívek
- National Coming Out Day

| 11. říjen v pražském KlementinuÚdaje jsou platné k 29. 4. 2025. | 11. říjen v pražském KlementinuÚdaje jsou platné k 29. 4. 2025. | 11. říjen v pražském KlementinuÚdaje jsou platné k 29. 4. 2025. |
| minimum                                                         | denní průměr                                                    | maximum                                                         |
| --------------------------------------------------------------- | --------------------------------------------------------------- | --------------------------------------------------------------- |
| −1,0 °C (1877)                                                  | 11,6 °C (od 1961)                                               | 25,2 °C (2023)                                                  |